# Imants Kalniņš
Imants Kalniņš (také znám pod jménem ImKa, * 26. května 1941 Riga) je lotyšský skladatel, kulturní pracovník a politik, člen Saeimy.
Kalniņšova tvůrčí tvorba sahá od klasické tvorby po rockovou hudbu. Složil celkem šest symfonií, několik oper (včetně první rockové opery v SSSR), tři oratoria, pět kantát a asi 60 sborových písní. Věnuje se také komponování filmové a divadelní hudby. Jeho „Čtvrtá symfonie“ (1973) byla zapsána do Lotyšského kulturního kánonu, souhrnu nejlepších a nejvýznamnějších lotyšských uměleckých děl a kulturních hodnot. Známé jsou také jeho rockové písně (asi 400), včetně oficiální hymny města Liepāja – ''Pilsētā, kurā piedzimst vējš'' (Ve městě, kde se narodil vítr).

## Život
Imants Kalniņš se narodil 26. května 1941 v Rize, do rodiny pracovníka VEF (Státní elektrotechnická fabrika) a pracovnice telefonní ústředny. Jeho starší bratr je spisovatel Viktors Kalniņš (* 1939), známý pod pseudonymem Viks. Během války žila jeho rodina ve městě Dikļi, v Dundaze a Vitrupe, poté se vrátili do Rigy. Již na základní škole v Rize se naučil hrát na klavír. V roce 1956 nastoupil na obor dirigování na Střední hudební škole Jāzepse Mediņše, poté přestoupil na oddělení hudební teorie. V letech 1960–1964 studoval na Lotyšské státní konzervatoři pod vedením Ādolfse Skulteho. Během studií začal psát divadelní hudbu, složil také koncert pro violoncello, pro klavír a první symfonii.
Od roku 1964 působil Imants Kalniņš jako přednášející na Střední hudební škole Emīlse Melngailise v Liepāji. Fascinovala ho skupina Beatles. V roce 1966 byl přijat do Svazu skladatelů LSSR a složil „Říjnové oratorium“ (1967). V roce 1967 napsal hudbu pro film „ Elpojiet dziļi “, který získal velkou popularitu, i když film nebyl schválen sovětskými úřady. Poté působil v Hudebně-dramatickém divadle v Liepāji (1967–1974) a v roce 1969 založil v Liepāji skupinu 2xBBM, která byla po koncertě v Ogre na podzim roku 1970 zakázána. Během této doby napsal rockovou operu „Ei, jūs tur“ a několik dalších rockových písní. V roce 1973 vzniká oratorium s názvem “Dzejnieks un nāra" a 4. symfonie, ke kterým našel inspiraci ve svém vztahu s americkou básnířkou a spisovatelkou Kelly Cherry.
Po střetech s úřady roku 1974 opustil Kalniņš svou práci v liepājském divadle a přestěhoval se zpět do Rigy, kde v roce 1975 složil mimo jiné opery "Spēlēju, dancoju" a "Ifigēnija Aulīdā" nebo "Rīta cēliens". Na začátku perestrojky v roce 1985 mu byl udělen čestný titul národního umělce Lotyšské SSR, což mu následně umožnilo založení vokálně instrumentální skupiny „Turaidas Roze“. V prosinci 1986 se stal předsedou představenstva Hudební společnosti Lotyšské SSR.
Během zpívající revoluce se aktivně zapojil do společenského dění a v roce 1988 se připojil k Lotyšskému hnutí za národní nezávislost (LNNK). Zúčastnil se 1. sjezdu Lotyšské lidové fronty. V roce 1989 byl zařazen do seznamu představitelů inteligence, kteří měli být izolováni.
V lednu 2013 zveřejnil otevřený dopis, v němž kritizoval Evropskou unii a chválil naopak vůdce Ruska a Běloruska, Putina a Lukašenka.
Je popáté ženatý a má sedm dětí.